# Unión Democrática (Guatemala)
Unión Democrática fue un partido político de Guatemala que fue fundado el 15 de julio de 1993. En 2018 el partido fue cancelado por el menor número de afiliados, era otro partido político en Guatemala de los más antiguos del país.   

## Historia
El partido fue promovido por un grupo de antiguos militantes del Partido Socialista Democrático (PSD), encabezados por José Luis Chea Urruela y su esposa Patricia Carlos de Chea. El partido fue inscrito el 15 de julio de 1993.
El partido participó por primera vez en las elecciones legislativas de 1994 donde logró un diputado. Más tarde participó en 1995 donde obtuvo 56,191 votos  obteniendo un 6.63%  donde logró 2 diputados ,9 alcaldías y 1 escaño en el Parlacen como su único périodo. No participó en las elecciones municipales de 1998.
En 1999 participó en alianza con La Organización Verde obteniendo 25,236 votos con el 1.15% obteniendo también un diputado por Huehuetenanago y 4 alcaldes. Luego en las elecciones generales de  2003 logró dos diputados y 5 alcaldías: (Concepción Chiquirichapa ,Quetzaltenango, Pajapita San Marcos, Huehuetenango ,San Juan Atitán y San Rafael Pétzal Huehuetenango), siendo el único año en donde no participó en la presidencia.
En 2007 obtuvieron el undécimo lugar, logrando un diputado y cuatro alcaldías en Huehuetenango: Chiantla, San Pedro Nécta, Santa Bárbara y La Democracia)
En 2011 el partido no participó por no contar con el mayor número de afiliados por lo que en 2015 necesitaba 387 afiliados más. Luego de luchar por sobrevivir la UD fue cancelada en 2018 al no cumplir los requisitos para seguir vigente.

## Resultados electorales

### Presidenciales
| Año Electoral | Candidato              | Votos (1° vuelta) | Porcentaje  |
| ------------- | ---------------------- | ----------------- | ----------- |
| 1995          | José Luis Chea Urruela | 56,191            | 6.63% (6°)  |
| 1999          | José Asturias Rudeke   | 25,236            | 1.15% (7°)  |
| 2007          | Manuel Conde Orellana  | 24,893            | 0.76% (11°) |

#### Legislativos
Su desempeño en el Legislativo fue muy pobre donde a veces ganaba 1 diputado y a veces uno más sumándole 2.
| Año electoral | Distritales | Distritales | Escaños | Lista Nacional | Lista Nacional | Escaños | Total |
| Año electoral | Votos       | %           | Escaños | Votos          | %              | Escaños | Total |
| ------------- | ----------- | ----------- | ------- | -------------- | -------------- | ------- | ----- |
| 1994          | 20,446      | 3.15%       | 1/64    | 19,132         | 3.07%          | 0/16    | 1/80  |
| 1995          | 61,979      | 4.26%       | 1/64    | 68,663         | 4.02%          | 0/16    | 2/80  |
| 1999          | 48,184      | 0.88%       | 1/91    |                |                | 0/31    | 1/113 |
| 2003          |             | 1.27%       | 2/127   |                |                | 0/31    | 2/158 |
| 2007          |             | 0.63%       | 1/127   |                |                |         | 1/158 |

##### Municipales
| Año electoral | Votos                  | %     | Alcaldes                | Alcaldes en coalición     |
| ------------- | ---------------------- | ----- | ----------------------- | ------------------------- |
| 1995          | 64,464                 | 3.09% | 9/300                   | No participó en coalición |
| 1999          | 35,463                 | 1.21% | No participó individual | 4/330                     |
| 2003          | 59,106                 | 1.21% | 5/331                   | No participó en coalición |
| 2007          | Sin datos disponibles. | 1.20% | 4/332                   | No participó en coalición |

###### Parlamento Centroamericano
| Año electoral | Escaños |
| ------------- | ------- |
| 1995          | 1/20    |